# نبرد تیسفون (۱۹۱۵)
نبرد تیسفون (به ترکی استانبولی: Selman-ı Pak Muharebesi) در نوامبر ۱۹۱۵ توسط امپراتوری بریتانیا، علیه امپراتوری عثمانی، در مبارزات بین‌النهرین جنگ جهانی اول به وقوع پیوست. نیروی اعزامی هند (راج بریتانیا) که بیشتر از واحدهای هندی و تحت فرماندهی ژنرال سر جان نیکسون تشکیل شده بود، از زمان استقرار در فاو بر اساس اعلام جنگ امپراتوری عثمانی در ۵ نوامبر ۱۹۱۴ در بین‌النهرین با موفقیت پیشروی کرده بود. یکی از دلایل اصلی آغاز نبردها در بین‌النهرین، دفاع از پالایشگاه نفت آبادان در دهانه شط العرب بود. ارتش انگلیس با اتخاذ سیاست دفاعی رو به جلو، تحت فرماندهی ژنرال تاونشند با تعدادی از نیروهای عثمانی که کمشار بودند وارد درگیری شد. پس از یک سال شکست پی در پی، نیروهای عثمانی توانستند پیشروی قوای بریتانیا را در دو روز جنگ سخت در تیسفون متوقف کنند.